# Henan Nuzi Paiqiu Dui 2014-2015
Questa voce raccoglie le informazioni riguardanti lo Henan Nuzi Paiqiu Dui nelle competizioni ufficiali della stagione 2014-2015.

## Organigramma societario
Area tecnica
- Allenatore: Zhan Haigen

## Rosa
| N° | Nome           | Ruolo | Data di nascita   | Nazionalità sportiva |
| -- | -------------- | ----- | ----------------- | -------------------- |
| 1  | Yang Jing      | P     | 8 ottobre 1982    | Cina                 |
| 2  | Wang Qian      | S/O   | 6 gennaio 1986    | Cina                 |
| 3  | Sun Qiongge    | S     | 16 ottobre 1993   | Cina                 |
| 4  | Zhong Manying  | L     | 19 gennaio 1994   | Cina                 |
| 5  | Zhu Ting       | S     | 29 novembre 1994  | Cina                 |
| 6  | Huang Ruilei   | C     | 8 maggio 1996     | Cina                 |
| 7  | Hu Dandan      | P     | 3 gennaio 1994    | Cina                 |
| 8  | Xiao Linyue    | P     | 24 dicembre 1994  | Cina                 |
| 9  | Yang Fengqi    | S     | 5 gennaio 1996    | Cina                 |
| 10 | Mao Yajing     | L     | 27 settembre 1997 | Cina                 |
| 11 | Li Weiwei      | C     | 17 novembre 1994  | Cina                 |
| 12 | Fan Xiangchen  | S     | 8 luglio 1993     | Cina                 |
| 13 | Cai Xiaoqing   | S     | 5 aprile 1998     | Cina                 |
| 14 | Zhang Ying     | S     | 6 dicembre 1990   | Cina                 |
| 15 | Wang Ting      | C     | 9 novembre 1984   | Cina                 |
| 16 | Zhang Li       | S/O   | 12 agosto 1994    | Cina                 |
| 17 | Zhang Tingting | S     | 29 luglio 1991    | Cina                 |
| 18 | He Ruobing     | C     | 4 settembre 1993  | Cina                 |
| 19 | Wang Lei       | S/O   | 6 marzo 1989      | Cina                 |
| 20 | Yang Shuang    | S/O   | 24 maggio 1985    | Cina                 |

## Mercato
| Acquisti | Acquisti     | Acquisti | Acquisti |
| R.       | Nome         | da       | Modalità |
| -------- | ------------ | -------- | -------- |
| L        | Mao Yajing   | ?        | ?        |
| S        | Cai Xiaoqing | ?        | ?        |
| S/O      | Yang Shuang  | ?        | ?        |

| Cessioni | Cessioni | Cessioni | Cessioni |
| R.       | Nome     | a        | Modalità |
| -------- | -------- | -------- | -------- |
| C        | Huo Xuan | ?        | ?        |

## Risultati

### Volleyball League A

#### Regular season

##### Prima fase
| 1ª giornata - 8 novembre 2014 Dagang Stadium, Tientsin               | Tianjin  | 2 - 3 | Henan    | 25-16, 19-25, 23-25, 27-25, 11-15 |
| 2ª giornata - 11 novembre 2014 Luohe City Stadium, Luohe             | Henan    | 0 - 3 | Beijing  | 20-25, 22-25, 17-25               |
| 3ª giornata - 15 novembre 2014 Yuanping Gymnasium, Shenzhen          | Bayi     | 3 - 0 | Henan    | 25-16, 25-17, 25-20               |
| 4ª giornata - 18 novembre 2014 Luohe City Stadium, Luohe             | Henan    | 2 - 3 | Liaoning | 25-16, 19-25, 17-25, 25-23, 9-15  |
| 5ª giornata - 22 novembre 2014 Luohe City Stadium, Luohe             | Henan    | 3 - 0 | Sichuan  | 25-21, 25-22, 25-20               |
| 6ª giornata - 25 novembre 2014 Luohe City Stadium, Luohe             | Henan    | 1 - 3 | Tianjin  | 25-23, 17-25, 8-25, 23-25         |
| 7ª giornata - 29 novembre 2014 Glory Stadium, Pechino                | Beijing  | 3 - 0 | Henan    | 25-20, 25-22, 25-15               |
| 8ª giornata - 2 dicembre 2014 Luohe City Stadium, Luohe              | Henan    | 0 - 3 | Bayi     | 22-25, 13-25, 12-25               |
| 9ª giornata - 6 dicembre 2014 Ziyang Stadium, Ziyang                 | Sichuan  | 0 - 3 | Henan    | 8-25, 20-25, 20-25                |
| 10ª giornata - 9 dicembre 2014 Nationality College Gymnasium, Dalian | Liaoning | 3 - 1 | Henan    | 25-12, 22-25, 25-16, 27-25        |

##### Seconda fase
| 11ª giornata - 13 dicembre 2014 Laiwu City Gymnasium, Laiwu                  | Shandong         | 3 - 1 | Henan            | 25-18, 25-27, 25-19, 25-14 |
| 12ª giornata - 16 dicembre 2014 Guangzhou Sport University Gymnasium, Canton | Guangdong Hengda | 1 - 3 | Henan            | 25-19, 12-25, 21-25, 20-25 |
| 13ª giornata - 20 dicembre 2014 Luohe City Stadium, Luohe                    | Henan            | 3 - 1 | Shandong         | 25-19, 21-25, 25-21, 25-16 |
| 14ª giornata - 23 dicembre 2015 Luohe City Stadium, Luohe                    | Henan            | 3 - 0 | Guangdong Hengda | 25-22, 25-10, 25-11        |

## Statistiche

### Statistiche di squadra
| Competizione        | Punti | In casa | In casa | In casa | In trasferta | In trasferta | In trasferta | Totale | Totale | Totale |
| Competizione        | Punti | G       | V       | P       | G            | V            | P            | G      | V      | P      |
| ------------------- | ----- | ------- | ------- | ------- | ------------ | ------------ | ------------ | ------ | ------ | ------ |
| Volleyball League A | 15    | 7       | 3       | 4       | 7            | 3            | 4            | 14     | 6      | 8      |
| Totale              | -     | 7       | 3       | 4       | 7            | 3            | 4            | 14     | 6      | 8      |

G = partite giocate; V = partite vinte; P = partite perse

### Statistiche dei giocatori
| Giocatore | Volleyball League A | Volleyball League A | Volleyball League A | Volleyball League A | Volleyball League A | Totale | Totale | Totale | Totale | Totale |
| Giocatore | P                   | PT                  | AV                  | MV                  | BV                  | P      | PT     | AV     | MV     | BV     |
| --------- | ------------------- | ------------------- | ------------------- | ------------------- | ------------------- | ------ | ------ | ------ | ------ | ------ |
| Cai X.    | ?                   | 201                 | 184                 | 6                   | 11                  | ?      | 201    | 184    | 6      | 11     |
| Fan X.    | ?                   | ?                   | ?                   | ?                   | ?                   | ?      | ?      | ?      | ?      | ?      |
| He R.     | ?                   | ?                   | ?                   | ?                   | ?                   | ?      | ?      | ?      | ?      | ?      |
| Huang R.  | ?                   | ?                   | ?                   | 45                  | ?                   | ?      | ?      | ?      | 45     | ?      |
| Hu D.     | ?                   | ?                   | ?                   | ?                   | ?                   | ?      | ?      | ?      | ?      | ?      |
| Li W.     | ?                   | ?                   | ?                   | ?                   | ?                   | ?      | ?      | ?      | ?      | ?      |
| Mao Y.    | ?                   | ?                   | ?                   | ?                   | ?                   | ?      | ?      | ?      | ?      | ?      |
| Sun Q.    | ?                   | ?                   | ?                   | ?                   | ?                   | ?      | ?      | ?      | ?      | ?      |
| Wang L.   | ?                   | ?                   | ?                   | ?                   | ?                   | ?      | ?      | ?      | ?      | ?      |
| Wang Q.   | ?                   | ?                   | ?                   | ?                   | ?                   | ?      | ?      | ?      | ?      | ?      |
| Wang T.   | ?                   | ?                   | ?                   | ?                   | ?                   | ?      | ?      | ?      | ?      | ?      |
| Xiao L.   | ?                   | ?                   | ?                   | ?                   | ?                   | ?      | ?      | ?      | ?      | ?      |
| Yang F.   | ?                   | ?                   | ?                   | ?                   | ?                   | ?      | ?      | ?      | ?      | ?      |
| Yang J.   | ?                   | ?                   | ?                   | ?                   | ?                   | ?      | ?      | ?      | ?      | ?      |
| Yang S.   | ?                   | ?                   | ?                   | ?                   | ?                   | ?      | ?      | ?      | ?      | ?      |
| Zhang L.  | ?                   | ?                   | ?                   | ?                   | ?                   | ?      | ?      | ?      | ?      | ?      |
| Zhang T.  | ?                   | ?                   | ?                   | ?                   | ?                   | ?      | ?      | ?      | ?      | ?      |
| Zhang Y.  | ?                   | ?                   | ?                   | ?                   | ?                   | ?      | ?      | ?      | ?      | ?      |
| Zhong M.  | ?                   | ?                   | ?                   | ?                   | ?                   | ?      | ?      | ?      | ?      | ?      |
| Zhu T.    | ?                   | 293                 | 260                 | 22                  | 11                  | ?      | 293    | 260    | 22     | 11     |

P = presenze; PT = punti totali; AV = attacchi vincenti; MV = muri vincenti; BV = battute vincenti